# Koseak, Iemilciîne
Koseak (în ucraineană Косяк) este un sat în comuna Krîvotîn din raionul Iemilciîne, regiunea Jîtomîr, Ucraina.

## Demografie
Componența lingvistică a localității Koseak
     Ucraineană (100%)
Conform recensământului din 2001, toată populația localității Koseak era vorbitoare de ucraineană (100%).